# Fred Ward
Freddie Joe "Fred" Ward (San Diego, California; 30 de diciembre de 1942 - 8 de mayo de 2022)  fue un actor estadounidense. Reconocido por su participación en filmes como Escape from Alcatraz, Remo, desarmado y peligroso, Tremors, Henry y June, Vidas cruzadas, Elegidos para la gloria, The Naked Gun 33⅓: The Final Insult o Exit Speed, también participó en películas europeas.

## Vida personal
Vivió en el barrio Venice de Los Ángeles. Su primer matrimonio, con Carla Evonne Stewart en 1965, terminó en divorcio al año siguiente. Su segundo matrimonio fue con Silvia Ward, con quien tuvo un hijo, Django. Después de divorciarse, se casó con Marie-France Boisselle en 1995 y ella solicitó el divorcio en agosto de 2013, pero se reconciliaron ese mismo año.

## Muerte
Falleció el 8 de mayo de 2022 sin que se conozca la causa de su muerte.

## Filmografía

### Cine y televisión
- 1979: Escape from Alcatraz
- 1981: La Presa
- 1982: Timerider: The Adventure of Lyle Swann
- 1983: Elegidos para la gloria
- 1983: Más allá del valor
- 1984: Chicas en pie de guerra
- 1985: Remo, desarmado y peligroso
- 1985: Admiradora secreta
- 1988: Saigón
- 1988: Ensalada de gemelas
- 1990: Tremors
- 1990: Miami Blues
- 1990: Henry y June
- 1990: Catchfire
- 1991: Hechizo letal (El Sello de Satán)
- 1992: El juego de Hollywood
- 1992: Corazón trueno
- 1993: Vidas cruzadas
- 1994: The Naked Gun 33⅓: The Final Insult
- 1995: Un ruido de locura
- 1996: Temblores 2. La respuesta
- 1996: Chain Reaction
- 1997: Los Padrinos del novio
- 1998: Más fuerte que su destino
- 2000: Road Trip
- 2000: El Cuervo 3: Salvación
- 2001: Joe Dirt
- 2001: Summer Catch
- 2001: Revelación
- 2001: La sucia historia de Joe Guarro
- 2001: Vaya partido
- 2002: Sweet Home Alabama
- 2002: Nunca más
- 2003: Anonymous
- 2004: 10.5
- 2006: Anatomía de Grey (1 episodio)
- 2006: ER  (2 episodios)
- 2009: Managament
- 2009: United States of Tara
- 2009: The Wild Stallion
- 2010: In Plain Sight
- 2011: 30 Minutes or Less
- 2013: 2 Guns
- 2015: True Detective